# Stelling van König (verzamelingenleer)
In de verzamelingenleer, een deelgebied van de wiskunde, is  de stelling van König een strikte ongelijkheid tussen twee kardinaalgetallen die respectievelijk de som en het product zijn van de termen van twee rijen kardinaalgetallen waarvan de een gedomineerd wordt door de ander. De stelling kan alleen bewezen worden onder aanname van het keuzeaxioma.

## Stelling
Veronderstel dat het keuzeaxioma geldt en laat {\displaystyle I} een verzameling zijn die de indexverzameling is van de rijen kardinaalgetallen {\displaystyle (m_{i})_{i\in I}} en {\displaystyle (n_{i})_{i\in I}} waarvoor geldt: {\displaystyle m_{i}<n_{i}} voor elke {\displaystyle i\in I}. Dan is
{\displaystyle \sum _{i\in I}m_{i}<\prod _{i\in I}n_{i}}
Daarin is de  som gedefinieerd als de machtigheid van de vereniging van de paarsgewijze disjuncte verzamelingen {\displaystyle M_{i}} met machtigheid {\displaystyle m_{i}=|M_{i}|}:
{\displaystyle \sum _{i\in I}m_{i}={\Big |}\bigcup _{i\in I}M_{i}{\Big |}}
en het product als de machtigheid van het Cartesisch product.
{\displaystyle \prod _{i\in I}m_{i}={\Big |}\prod _{i\in I}M_{i}{\Big |}}

De stelling is genoemd naar de Hongaarse wiskundige Gyula Kőnig, die publiceerde onder zijn Europese alias Julius König.